# Phacodes distinctus
Phacodes distinctus är en skalbaggsart som beskrevs av Francis Polkinghorne Pascoe 1865. Phacodes distinctus ingår i släktet Phacodes och familjen långhorningar. Inga underarter finns listade i Catalogue of Life.